# 舊山頂道
舊山頂道（英語：Old Peak Road）是香港香港島中西區中半山的一條道路，為來往香港島太平山爐峰峽至中環的最直接路徑，從地利根德里徒步半小時可到山頂凌霄閣。舊山頂道頂段是行人斜坡路，之後有一小段路可以行車。往下，舊山頂道再成為只准行人山路，直至下面開始接收地利根德里駛出的大小車輛，成為一條行車道路。由此處開始往下走，舊山頂道特別險斜，駛出中環半山區羅便臣道，見香港動植物公園北面止。車路再往下駛是雅賓利道。最高海拔約350米，行車路最高海拔約200米即帝景園一帶，而行山路則350米。

## 歷史
昔日舊山頂道被稱為山頂道，於1920年代建成，曾經是通往山頂的唯一路徑。1960年代，山頂道改名為舊山頂道，而連接灣仔峽和太平山頂的一段司徒拔道則改名為山頂道。現時仍保存全港僅有6塊的「維多利亞城界碑」之一。

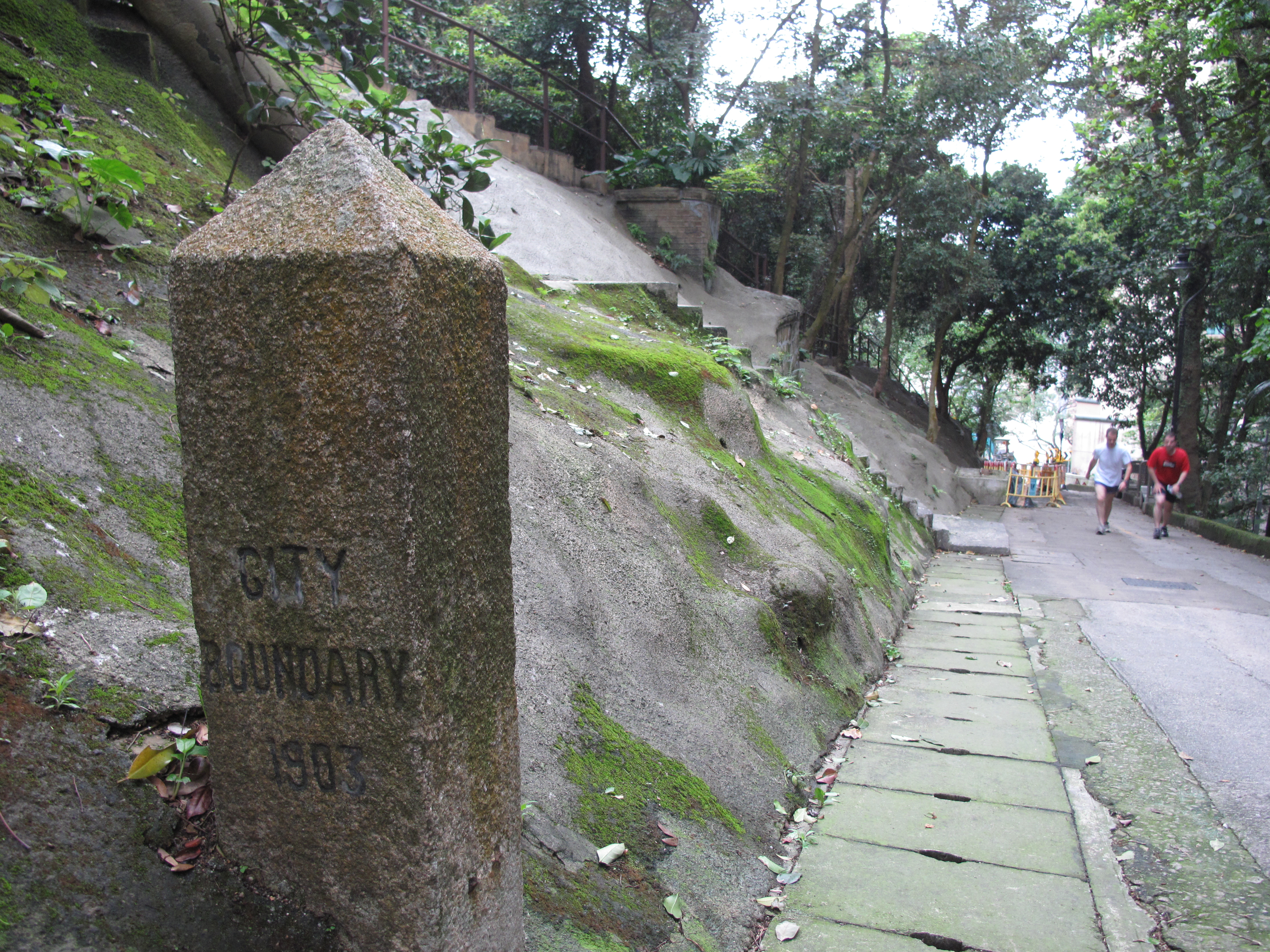
攝於2010年，舊山頂道與地利根德里交界處附近的維多利亞城界碑的其中一座。

## 特色
半山區舊山頂道分層豪宅屋苑林立，大部分住宅單位為1,000平方英尺以上，包括花園台、帝景園及曉峰閣等。此外，位於山頂區舊山頂道102號，1910年代建成，樓高2層的山頂倉庫，為當時水務署一個辦公室、倉庫及職員宿舍。曾有歷史文獻顯示倉庫亦曾為上山轎伕的宿舍，被古蹟辦評為二級歷史建築。

## 沿路主要建築
- 半山區：
  - 嘉諾撒醫院：舊山頂道1號
  - 婦女遊樂會：舊山頂道10號
- 大平山頂:
  - 山頂倉庫：舊山頂道102號

## 外部連結
维基共享资源上的相關多媒體資源：舊山頂道